# NGC 6889
NGC 6889 (другие обозначения — PGC 64464, ESO 186-29, IRAS20151-5406) — галактика в созвездии Телескоп.
Этот объект входит в число перечисленных в оригинальной редакции «Нового общего каталога».